# Chaitaphis safavii
Chaitaphis safavii är en insektsart. Chaitaphis safavii ingår i släktet Chaitaphis och familjen långrörsbladlöss. Inga underarter finns listade i Catalogue of Life.